# Neritz (Wustrow)
Neritz ist ein Dorf im niedersächsischen Wendland und ist ein Ortsteil der Stadt Wustrow (Wendland).

## Geographie
Der Ort liegt zwei Kilometer nördlich der Kernstadt Wustrow. Im Südwesten schließt das Dorf unmittelbar an die Nachbarortschaft Klennow an.

## Geschichte
Urkundlich erstmals erwähnt wurde der Ort in den Lüneburger Lehnsregistern 1330/1352 unter dem Namen Nereth. Weitere Schreibweisen sind Neretze (1360) und Neyretze (1450).
Für das Jahr 1848 wird angegeben, dass Neritz 13 Wohngebäude hatte, in denen 59 Einwohner lebten. Zu der Zeit war der Ort nach Wustrow eingepfarrt,  die Schule befand sich in Dolgow.
Am 1. Dezember 1910 hatte Neritz im Kreis Lüchow 53 Einwohner. Am 1. Juli 1972 wurde Neritz nach Wustrow eingemeindet.